# フルトの竜突き

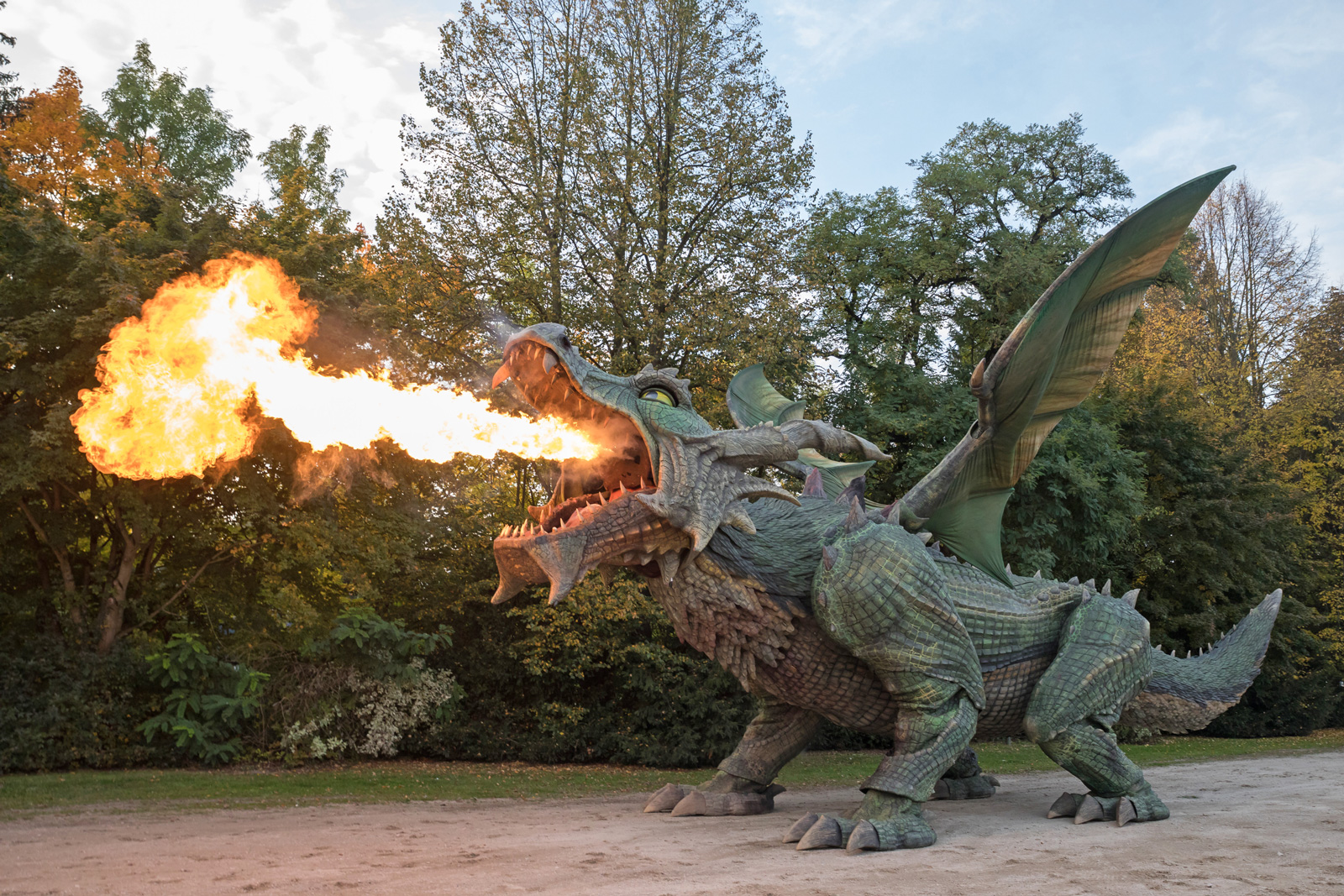
竜のロボット「トラディノ」

フルトの竜突き（ドイツ語: Further Drachenstich）はドイツのバイエルン州・オーバープファルツ行政管区にあるフルトという町で開催される野外劇。1590年にさかのぼるドイツ最古の大衆演劇である。ドイツ南部からオーストリアにかけて伝わる竜伝説の流れを汲み、善と悪との闘いを主題としている。第二次世界大戦後になると、フス戦争による社会の混迷という演出も取り入れられるようになった。2018年にはドイツ国内の無形文化遺産に登録された。
この演劇には巨大な竜が登場するが、2010年の公演からは新たに製作されたロボットがこの役を担っている。全長15.5m、全幅3.8m、全高4.5m、翼長12mのこの竜は、2014年のギネス世界記録に「最大の歩行ロボット」として認定された。このロボットは歩行だけではなく、翼を広げたり表情を変化させたり、あるいは口から火や吠え声を出すことも可能である。また出血を表現する機能も設けられている。